# Phytomyza parvicella
Phytomyza parvicella este o specie de muște din genul Phytomyza, familia Agromyzidae. A fost descrisă pentru prima dată de Daniel William Coquillett în anul 1902. Conform Catalogue of Life specia Phytomyza parvicella nu are subspecii cunoscute.